# 쓰치자와촌
쓰치자와촌(일본어: 土沢村)은 일본 가나가와현  오스미군・나카군에 존재했던 촌이다. 현재의 히라쓰카시의 서부에 해당한다. 

## 역사
- 1889년 4월 1일 -  오스미군 쓰치자와촌이 성립하였다.
- 1896년 4월 1일 - 군 통합에 의해 오스미군이 유루기군과 통합해, 나카군으로 변경되었다.
- 1956년 9월 30일 - 히라쓰카시에 편입해, 동일 기지마촌은 폐지되었다.

## 참고 문헌
- 角川日本地名大辞典編纂委員会,『角川日本地名大辞典 神奈川県』1984, 角川書店